# 新豐二交流道
新豐二交流道為臺灣台61線的交流道，位於臺灣新竹縣新豐鄉鳳坑村，里程為60k，於2020年9月14日通車，僅設置北出南入匝道。
|  | 60 新豐二 |  | 新豐 |

## 外部連結
- 台61線新豐二交流道示意圖 （页面存档备份，存于）（交通部公路總局）